# (2658) Gingerich
(2658) Gingerich (1980 CK; 1932 HH; 1959 JO; 1975 JK) ist ein ungefähr zwölf Kilometer großer Asteroid des äußeren Hauptgürtels, der am 13. Februar 1980 von den US-amerikanischen Astronomen Richard Eugene McCrosky, Cheng-yuan Shao, G. Schwartz und J. H. Bulger am Oak-Ridge-Observatorium (damals als Agassiz Station Teil des Harvard-College-Observatorium) (IAU-Code 801) entdeckt wurde.

## Benennung
(2658) Gingerich wurde nach dem US-amerikanischen Astronomen Owen Gingerich (1930–2023), einem Professor für Astronomie und Wissenschaftsgeschichte an der Harvard University sowie Astrophysiker am Smithsonian Astrophysical Observatory, benannt.